# 胡泽·苏莱曼
胡泽·苏莱曼（Huzir Sulaiman，1973年6月8日—），出生于马来西亚吉隆坡的剧场工作者，既担任导演、编剧，也是一位演员。编导的作品有《原子再也》（Atomic Jaya，1998）、《语言的味道》、（The Smell of Language, 1998）、《嘻哈歌剧》（Hip-Hopera， 1998）、《生活、爱情、绘画笔记》（Notes on Life & Love & Painting， 1999）等等。除剧场外，他也写电影剧本、电视节目剧本和报章文章。

## 生平简介
1973年6月8日，胡泽·苏莱曼出生于吉隆坡。他的父亲哈芝苏莱曼·阿都拉（Haji Sulaiman Abdullah）是淡米尔裔人，后皈依伊斯兰教（印裔穆斯林）。年幼时，胡泽曾在英国伦敦求学，后转校到吉隆坡国际学校。1990年完成中学课程后，他赴普林斯顿大学深造，主修英文系。求学期间，他曾获得Bain-Swiggett文学奖。
1996年，胡泽在吉隆坡创立了海峡剧团（Straits Theatre）。2003年以后，他定居于新加坡，又和林国材、黄翠玲共同创立了凯门剧场（Checkpoint Theatre）。他的戏剧作品通常发表于新马两地，也曾在东京、柏林、纽约和伦敦上演。至目前为止，他共发表了十余部戏剧作品，其中有八部的剧本收入在他的剧本集中。
胡泽曾获得马来西亚金马仑艺术奖（Cameronian Arts Awards）和新加坡戏剧奖（Life! Theatre Awards）。2005年，他获得新加坡国立大学和艺术之家颁发的文学奖。2007年，他又被耶鲁大学授予“耶鲁世界学者”（Yale World Fellowship）荣衔。
他编剧的电影作品有《巫医》（Dukun）和《那份历史感》（That Historical Feeling）。他编剧的电视作品也曾在新马两国的电视台播放。写作方面，胡泽为马来西亚《星报》撰写专栏“广角”（Wide Angle），也不定期为其他报刊杂志撰写文化、政治和社会评论文章。目前，他在新加坡国立大学教授剧本创作。

## 戏剧、电影、短片作品
| 年份 | 电影、短片名称                                          | 职衔             | 备注                      |
| 1998 | 原子再也（Atomic Jaya）                                 | 导演、编剧       | 戏剧                      |
| 1998 | 语言的味道（The Smell of Language）                     | 导演、编剧、演员 | 戏剧                      |
| 1998 | 嘻哈歌剧（Hip-Hopera）                                  | 导演、编剧       | 戏剧                      |
| 1999 | 生活、爱情、绘画笔记（Notes on Life & Love & Painting） | 导演、编剧       | 戏剧                      |
| 1999 | 选举日（Election Day）                                  | 编剧、演员       | 戏剧；导演：克里申·吉     |
| 2000 | 费南德斯家那四姐妹（Those Four Sisters Fernandez）      | 编剧             | 戏剧；导演：克里申·吉     |
| 2000 | 唇对唇（Lips to Lips，97分钟）                          | 演员             | 电影；导演：阿米尔·莫哈末 |
| 2001 | 狙击手（Snipers）                                       | 演员             | 电影；导演：李添兴        |
| 2002 | 占领（Occupation）                                      | 导演、编剧       | 戏剧；与黄翠玲合导        |
| 2003 | 那份历史感（That Historical Feeling，25分钟）           | 导演、编剧、演员 | 短片                      |
| 2007 | 巫医（Dukun，108分钟）                                  | 编剧             | 电影                      |
| 2007 | 我思（Cogito）                                          | 导演、编剧       | 戏剧                      |

## 出版物
- Eight Plays, Kuala Lumpur: Silverfishbooks, 2002. ISBN 983-40816-2-6.